# Amphisphaeria culmicola
Amphisphaeria culmicola är en svampart som beskrevs av Sacc. 1873. Amphisphaeria culmicola ingår i släktet Amphisphaeria och familjen Amphisphaeriaceae.   Inga underarter finns listade i Catalogue of Life.